# Vol Japan Air System 451
Le vol Japan Air System 451 était un vol intérieur régulier de la compagnie Japan Air System, qui reliait l'aéroport de Nagoya, au Japon, à l'aéroport de Shin-Chitose, près de Sapporo, avec une escale à l'aéroport régional d'Hanamaki (en). 
Le 18 avril 1993, le Douglas DC-9 effectuant le vol s'est écrasé lors de son atterrissage sur la piste 02 de l'aéroport d'Hanamaki. Les 72 passagers et les 5 membres d'équipage ont survécu, et 19 personnes ont été blessées dans l'accident. L'appareil a pris feu alors que les passagers évacuaient.

## Accident
Quelques secondes avant le toucher des roues sur la piste 02, l'appareil a soudainement perdu en altitude et en vitesse anémométrique, alors qu'il traversait la ligne de démarcation d'un front froid qui passait au dessus de l'aéroport, et a rencontré un cisaillement du vent qui en a résulté lors de l'approche finale à basse altitude. 
Le copilote, quelque peu inexpérimenté, n'a pas été en mesure d'effectuer une approche interrompue assez rapidement pour éviter un atterrissage brutal. Le commandant de bord a repris le contrôle dans les 3 dernières secondes, mais n'a pas pu empêcher l'avion d'atterrir brutalement, puis de déraper hors de la piste sur 1860 m.

### Le vol 451 après l'accident

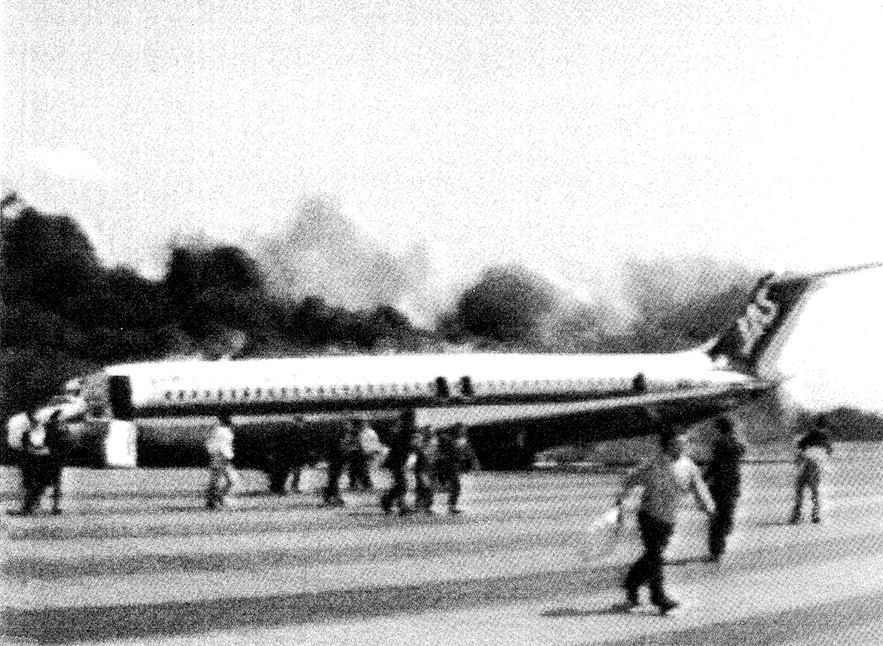
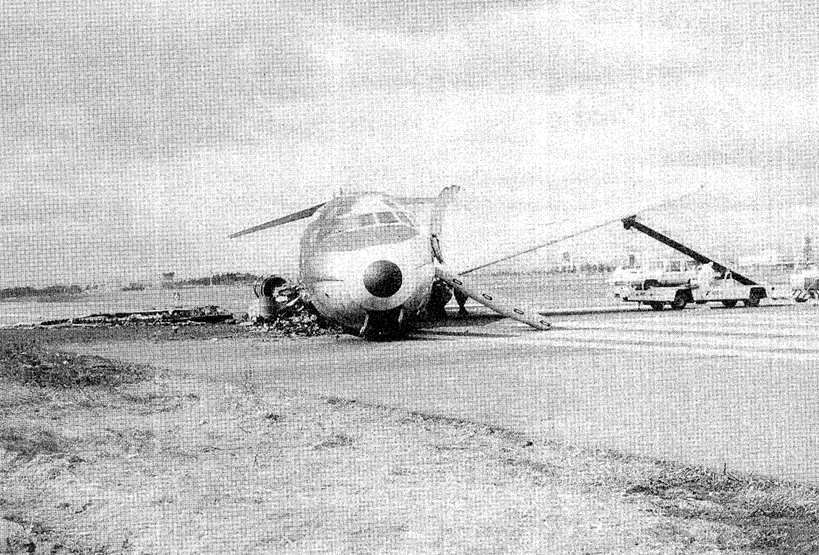
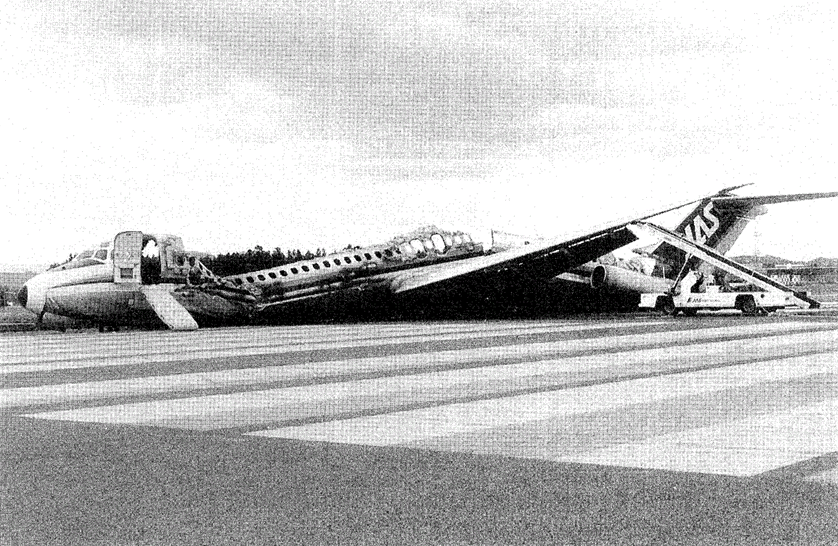
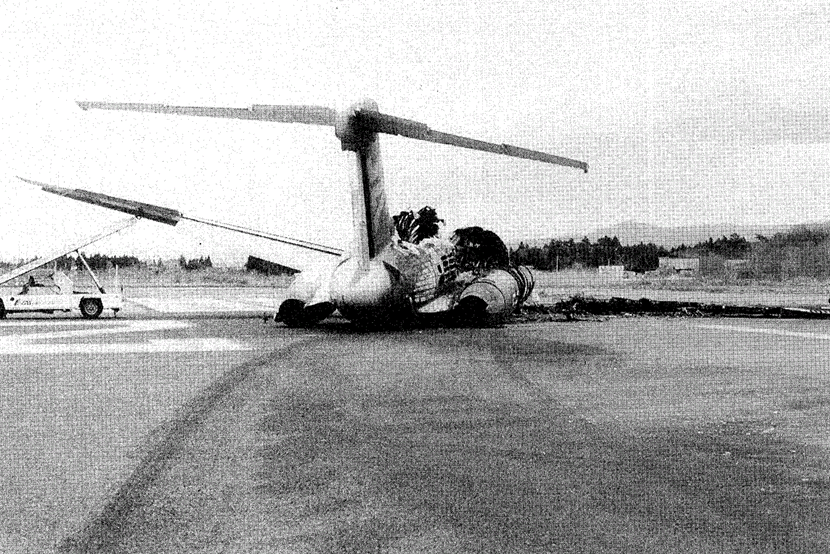
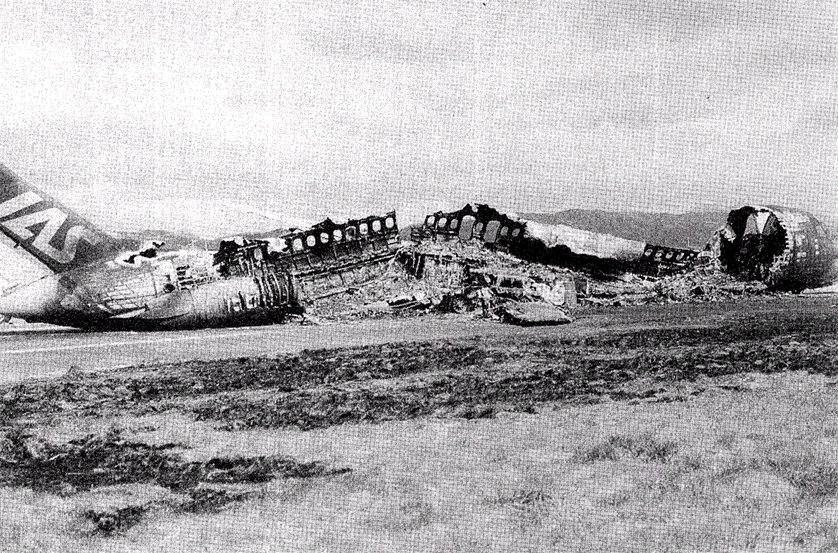
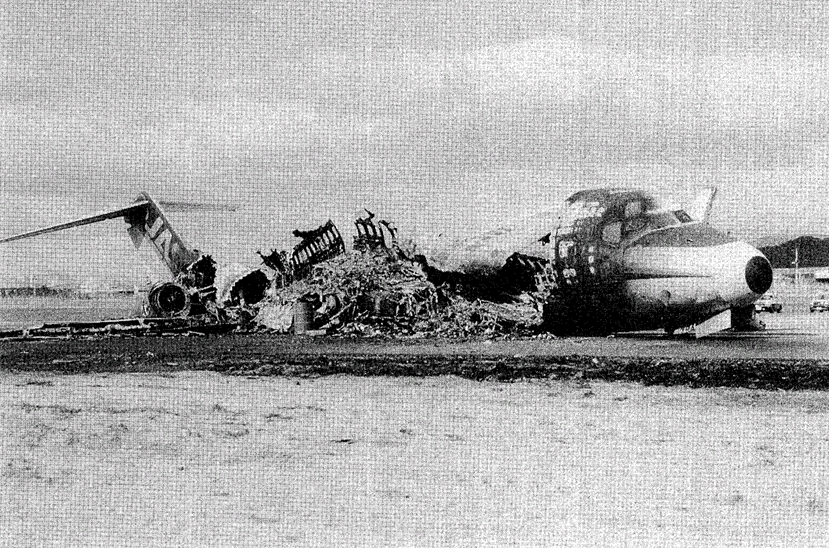

Le train d'atterrissage et l'aile droite du DC-9 ont été gravement endommagés lors du choc et du dérapage de l'avion sur la piste, répandant du carburant qui a déclenché un incendie à bord de la cabine.

## Enquête
L'enquête révèle que la cause principale de l'accident du vol 451 est le non-respect des procédures standards de la compagnie par le commandant de bord, qui n'a pas repris les commandes au copilote, qui était relativement inexpérimenté sur ce type d'appareil.